# Cristal du long métrage
Le Cristal du long métrage — d'abord appelé Grand prix jusqu'en 2002 — est la principale récompense décerné au Festival international du film d'animation d'Annecy pour les longs métrages.
Le festival n'a pas eu de sélection officielle de longs métrages avant 1985 et n'a eu lieu que tous les deux ans jusqu'en 1997.

## Palmarès
En gras, les films récompensés, suivis des autres films en compétition

### Années 1980
- 1985 : Les Temps héroïques (Daliás idők) de József Gémes  Hongrie
  - Gwen, le livre de sable de Jean-François Laguionie
  - L'Enfant invisible d'André Lindon
  - The Soldier's Tale de R. O. Blechman (en)
  - The Wind in the Willows (en) de Arthur Rankin Jr. et Jules Bass
- 1987 : Quand souffle le vent (When the Wind Blows) de Jimmy T. Murakami  Royaume-Uni
  - The Monkey King Conquers the Demon (en) de Lin Wen Xiao, Wei Te and Yan Ding Xian
  - The Adventures of Mark Twain (en) de Will Vinton
  - Krysar, le joueur de flûte (Krysar) de Jiří Barta
  - Valhalla de Peter Madsen et Jeffrey J. Varab
- 1989 : Alice (Něco z Alenky) de Jan Švankmajer  République tchèque
  - Akira de Katsuhiro Ōtomo
  - Gandahar de René Laloux
  - Papobo de Juan Alea
  - Le Petit Dinosaure et la Vallée des merveilles de Don Bluth

### Années 1990
- 1991 : Robinson et compagnie de Jacques Colombat  France
  - Little Nemo : Les Aventures au pays de Slumberland (Little Nemo: Adventures in Slumberland) de Masami Hata et William T. Hurtz
  - Voyage à Melonia de Per Åhlin
  - The School of Fine Arts – Part 2 (Shkola Izyashchnykh Iskusstv) d'Andreï Khrjanovski
  - Oliver et Olivia (Fuglekrigen i Kanøfleskoven) de Jannik Hastrup
- 1993 : Porco Rosso (Kurenai no buta) de Hayao Miyazaki  Japon
  - The Flying Sneaker (Motýlí cas) de Břetislav Pojar
  - The Tune de Bill Plympton
  - Under Milk Wood de Les Orton
- 1995 : Pompoko (Heisei tanuki gassen Pompoko) d'Isao Takahata  Japon
  - Close to You de Maciek Albrecht
  - Jungledyret Hugo de Stefan Fjeldmark et Flemming Quist Møller
  - L'eroe dei due mondi de Guido Manuli
- 1997 : James et la Pêche géante (James and the Giant Peach) de Henry Selick  États-Unis
  - Beavis et Butt-Head se font l'Amérique (Beavis and Butt-Head Do America) de Mike Judge, Yvette Kaplan et Brian Mulroney
  - La Flèche bleue (La freccia azzurra) d'Enzo D'Alò
  - Bienvenue chez Joe (Joe's Apartment) de John Payson
  - Die Schelme von Schelm de Hanan Kaminski
  - Werner - Das muß kesseln!!! de Michael Schaack
- 1998 : L'Impitoyable Lune de miel ! (I married a strange person!) de Bill Plympton  États-Unis
  - L'Ombre d'Andersen (H.C. Andersen og den skæve skygge) de Jannik Hastrup
  - Peccato de Manuel Gomez
  - Fifi Brindacier (Pippi Longstocking) de Clive A. Smith
  - Jakten på himlens nyckel de Karl Gunnar Holmqvist
- 1999 : Kirikou et la Sorcière de Michel Ocelot  France
  - Solan, Ludvig og Gurin med reverompa de John M. Jacobsen (en) et Nille Tystad
  - Jin-Roh, la brigade des loups de Hiroyuki Okiura
  - La Mouette et le Chat (La gabbianella e il gatto) d'Enzo D'Alò
  - Les Razmoket, le film (The Rugrats Movie) de Norton Virgien et Igor Kovaljov

### Années 2000
- 2000 : Pas de prix long métrage attribué cette année
  - Adolescence of Utena (en) de Kunihiko Ikuhara
  - Optimus Mundus de AA.VV. (Film à sketches)
  - Pettson och Findus – Kattonauten (en) de Torbjörn Hansson et Hanan Kaminski
  - Il était une fois Jésus (The Miracle Maker) de Derek Hayes et Stanislav Sokolov
- 2001 : Les Mutants de l'espace (Mutant Aliens) de Bill Plympton  États-Unis
  - Blood: The Last Vampire de Hiroyuki Kitakubo
  - Gloups ! je suis un poisson de Michael Hegner et Stefan Fjeldmark
  - Hundhotellet – En mystisk historia de Per Åhlin
- 2002 : Mari Iyagi de Lee Sung-gang  Corée du Sud
  - Mercano, le Martien de Juan Antin
  - Metropolis de Rintarō
  - Momo alla conquista del tempo d'Enzo D'Alò
  - Tristan et Iseut de Thierry Schiel
- 2003 : McDull dans les nuages (My Life as McDull) de Toe Yuen  Hong Kong
  - Kaena, la prophétie de Chris Delaporte
  - Drengen der ville gøre det umulige de Jannik Hastrup
  - L'Uovo de Dario Picciau
  - The Legend of the Sky Kingdom de Roger Hawkins (en)
- 2004 : Oseam de Seong Baek-yeop  Corée du Sud
  - La Légende du Cid de José Pozo
  - Hair High de Bill Plympton
  - Pinocchio le robot de Daniel Robichaud
  - Totò Sapore e la magica storia della pizza de Maurizio Forestieri
- 2005 : Le Quartier ! (Nyócker !) d'Aron Gauder  Hongrie
  - Alosha (Alyosha Popovich i Tugarin Zmey) de Konstantin Bronzit
  - Bland tistlar d'Uzi Geffenblad et Lotta Geffenblad
  - Frank & Wendy de Kaspar Jancis, Ülo Pikkov et Priit Tender
  - Terkel in Trouble (en) de Thorbjørn Christoffersen et Stefan Fjeldmark
- 2006 : Renaissance de Christian Volckman  France- Royaume-Uni- Luxembourg
  - Astérix et les Vikings de Stefan Fjeldmark et Jesper Møller
  - Origine de Keiichi Sugiyama
  - Wallace et Gromit : Le Mystère du lapin-garou de Nick Park et Steve Box
  - xxxHolic: A Midsummer Night's Dream (en) de Tsutomu Mizushima
- 2007 : Libérez Jimmy (Slipp Jimmy fri) de Christopher Nielsen  Norvège- Royaume-Uni
  - Azur et Asmar de Michel Ocelot
  - Brave Story de Kōichi Chigira
  - Film noir de Srđa Penezić et Risto Topaloski
  - Souris City de David Bowers et Sam Fell
  - Max et Co de Samuel Guillaume et Frédéric Guillaume
  - Paprika de Satoshi Kon
  - Khan Kluay de Kompin Kemgumnird
  - La Traversée du temps de Mamoru Hosoda
- 2008 : Sita chante le blues (Sita Sings the Blues) de Nina Paley  États-Unis
  - Appleseed Ex Machina de Shinji Aramaki
  - Chasseurs de dragons de Guillaume Ivernel et Arthur Qwak
  - Peur(s) du noir de Blutch, Charles Burns, Marie Caillou, Pierre di Sciullo, Lorenzo Mattotti et Richard McGuire
  - Tous à l'Ouest d'Olivier Jean-Marie
  - Des idiots et des anges de Bill Plympton
  - Nocturna, la nuit magique de Víctor Maldonado et Adrià García
  - Piano Forest de Masayuki Kojima
  - Les Trois Brigands de Hayo Freitag
- 2009 : Ex aequo Mary et Max d'Adam Elliot  Australie et Coraline de Henry Selick  États-Unis
  - Battle for Terra d'Aristomenis Tsirbas
  - Boogie de Gustavo Cova
  - Kurt blir grusom de Rasmus Sivertson
  - Monstres contre Aliens de Conrad Vernon et Rob Letterman
  - My Dog Tulip (en) de Paul Fierlinger
  - Brendan et le Secret de Kells de Tomm Moore et Nora Twomey
  - The Story of Mr. Sorry de Kim Il-hyun, Kwak In-keun et Ryu Ji-na

### Années 2010
- 2010 : Fantastic Mr. Fox (Fantastic Mr. Fox) de Wes Anderson  États-Unis
  - Kérity, la maison des contes de Dominique Monféry
  - Metropia de Tarik Saleh
  - One Piece: Strong World de Munehisa Sakai
  - Piercing I (en) de Liu Jian
  - Summer Wars de Mamoru Hosoda
  - Allez raconte ! de Jean-Christophe Roger
- 2011 : Le Chat du rabbin de Joann Sfar et Antoine Delesvaux  France
  - Une vie de chat de Jean-Loup Felicioli et Alain Gagnol
  - Chico et Rita de Fernando Trueba, Javier Mariscal et Tono Errando
  - Colorful de Keiichi Hara
  - Den Kaempestore Bjorn d'Esben Toft Jacobsen
  - Jib de Mi Sun Park, Eun Young Park, Ju-Yong Ban, Jae Ho Lee et Huyn-jin Lee
  - L'Apprenti Père Noël de Luc Vinciguerra
  - Sojunghan Nare Kkum de Jae-hoon An et Hye-jin Han
  - Le Chien du Tibet de Masayuki Kojima
- 2012 : Le Voyage de monsieur Crulic (Crulic - Drumul Spre Dincolo) d'Anca Damian  Pologne- Roumanie
  - La Tête en l'air d'Ignacio Ferreras
  - Asura de Keiichi Sato
  - Couleur de peau : miel de Laurent Boileau et Jung
  - Eun-sil-yee de Kim Sun-ah et Park Se-hee
  - Le Tableau de Jean-François Laguionie
  - Ronal le Barbare de Thorbjorn Christoffersen, Kresten Vestbjerg Andersen et Philip Einstein Lipski
  - Tad l'explorateur : À la recherche de la cité perdue d'Enrique Gato
  - Voyage vers Agartha de Makoto Shinkai
  - Zarafa de Rémi Bezançon et Jean-Christophe Lie
- 2013 : Rio 2096 : Une histoire d'amour et de furie (Uma História de Amor e Fúria) de Luiz Bolognesi  Brésil
  - Arjun, le prince guerrier d'Arnab Chaudhuri
  - Bersek Golden Age Arc II: The Battle for Doldrey de Toshiyuki Kubooka
  - Jasmine d'Alain Ughetto
  - Khumba d'Anthony Silverston
  - Legends of Oz: Dorothy's Return de Daniel St. Pierre (en) et Will Finn
  - Ma maman est en Amérique, elle a rencontré Buffalo Bill de Marc Boréal et Thibaut Chatel
  - L'Apôtre de Fernando Cortizo (ca)
  - Pinocchio d'Enzo D'Alò
- 2014 : Le Garçon et le Monde (O Menino e o Mundo) d'Alê Abreu  Brésil
  - Asphalt Watches de Shayne Ehman et Seth Scriver
  - Les Amants électriques de Bill Plympton
  - L'Île de Giovanni (ジョバンニの島) de Mizuho Nishikubo
  - L'arte della felicità d'Alessandro Rak
  - Last Hijack de Femke Wolting et Tommy Pallotta
  - Lisa Limone and Maroc Orange, a Rapid Love Story de Mait Laas
  - Minuscule : La Vallée des fourmis perdues de Thomas Szabo et Hélène Giraud
  - The Fake de Yeon Sang-ho
- 2015 : Avril et le Monde truqué de Franck Ekinci et Christian Desmares  France- Canada- Belgique
  - Adama de Simon Rouby
  - Mune : Le Gardien de la Lune d'Alexandre Heboyan et Benoît Philippon
  - Pos eso de Samuel Orti
  - Sabogal de Juan José Lozano et Sergio Mejia Forero
  - Miss Hokusai de Keiichi Hara
  - Hana et Alice mènent l'enquête de Shunji Iwai
  - Tout en haut du monde de Rémi Chayé
- 2016 : Ma vie de Courgette de Claude Barras  Suisse  France
  - 25 April de Leanne Pooley et Matthew Metcalfe
  - La Guerre des tuques de Jean-François Pouliot et François Brisson
  - La Jeune Fille sans mains de Sébastien Laudenbach
  - Nuts! de Penny Lane
  - Psiconautas de Pedro Rivero et Alberto Vazquez
  - Seoul Station de Yeon Sang-ho
  - Gris, le (pas si) grand méchant loup de Maxim Volkov et Andreï Galat
  - Window Horses d'Ann Marie Fleming
- 2017 : Lou et l'Île aux sirènes (Yoake tsugeru  lu no uta) de Masaaki Yuasa  Japon
  - A Silent Voice de Naoko Yamada
  - Animal Crackers de Tony Bancroft, Scott Sava et Jaime Maestro
  - Big Fish and Begonia de Xuan Liang et Chun Zhang
  - Ethel et Ernest de Roger Mainwood (en)
  - Have a Nice Day[1] de Liu Jian
  - Dans un recoin de ce monde de Sunao Katabuchi
  - La Passion van Gogh de Dorota Kobiela et Hugh Welchman
  - Téhéran Tabou d'Ali Soozandeh
  - Zombillénium d'Arthur de Pins et Alexis Ducord
- 2018 : Funan de Denis Do  Belgique- Cambodge- France- Luxembourg
  - Gatta Cenerentola d'Ivan Cappiello, Alessandro Rak, Marino Guarnieri et Dario Sansone
  - Miraï, ma petite sœur (Mirai no Mirai) de Mamoru Hosoda
  - Okko et les Fantômes (Waka okami wa shōgakusei!) de Kitarō Kōsaka
  - Seder-Masochism de Nina Paley
  - Parvana, une enfance en Afghanistan (The Breadwinner) de Nora Twomey
  - Tito et les Oiseaux (Tito e os Passaros) de Gustavo Steinberg, Gabriel Matioli Yazbek Bitar et André Catoto Dias
  - Le Mur (Wall) de Cam Christiansen
  - Virus tropical de Santiago Caicedo
  - La casa lobo de Cristóbal Leon et Joaquín Cociña
- 2019 : J'ai perdu mon corps de Jérémy Clapin  France
  - Buñuel après l'âge d'or (Buñuel en el laberinto de las tortugas) de Salvador Simó
  - L'Extraordinaire Voyage de Marona d'Anca Damian
  - La Fameuse Invasion des ours en Sicile de Lorenzo Mattotti
  - Les Hirondelles de Kaboul de Zabou Breitman et Éléa Gobbé-Mévellec
  - Ride Your Wave de Masaaki Yuasa
  - Mon ninja et moi (Ternet Ninja) d'Anders Matthesen (en) et Thorbjørn Christoffersen
  - Les Mondes parallèles de Yuhei Sakuragi
  - Wonderland : Le Royaume sans pluie de Keiichi Hara
  - White Snake de Wong Kahong et Zhao Ji

### Années 2020
- 2020 : Calamity, une enfance de Martha Jane Cannary de Rémi Chayé  France  Danemark
  - 7 Days War de Yuta Murano
  - Bigfoot Family de Ben Stassen et Jérémie Degruson
  - Ginger's Tale de Konstantin Shchekin
  - Le Rythme de la jungle (Jungle Beat: The Movie) de Brent Dawes
  - Kill It and Leave This Town de Mariusz Wilczynski
  - Lupin III: The First de Takashi Yamazaki
  - Nahuel y el libro mágico de Germán Acuña
  - Petit Vampire de Joann Sfar
  - Le Nez, ou la conspiration des non-conformistes (The Nose or the Conspiracy of Mavericks) d'Andreï Khrjanovski
- 2021 : Flee de Jonas Poher Rasmussen  France  Danemark  Norvège  Suède
  - Hayop Ka! The Nimfa Dimaano Story d'Avid Liongoren
  - Jiang Ziya: The Legend of Deification de Wei Li et Teng Cheng
  - Josée, le Tigre et les Poissons (Josee to Tora to Sakanatachi) de Kotaro Tamura
  - La Traversée de Florence Miailhe
  - Lamya's Poem d'Alex Kronemer
  - Ma famille afghane de Michaela Pavlátová
  - Poupelle of Chimney Town de Yusuke Hirota
  - Petit Moutard (Rotzbub) de Marcus Rosenãœller et Santiago Lopez Jover
  - Ma mère est un gorille (et alors ?) (The Ape Star) de Linda Hambäck
  - The Deer King de Masashi Ando et Masayuki Miyaji
- 2022 : Le Petit Nicolas : Qu'est-ce qu'on attend pour être heureux ? d'Amandine Fredon et Banjamin Massoubr  France  Luxembourg
  - Charlotte d'Eric Warin et Tahir Rana
  - Goodbye (Goodbye, DonGlees!) d'Atsuko Ishizuka
  - Interdit aux chiens et aux Italiens d'Alain Ughetto
  - La Maison des égarées (Misaki no Mayoiga) de Shinya Kawatsura
  - My Love Affair with Marriage de Signe Baumane
  - Nayola de José Miguel Ribeiro
  - Saules aveugles, femme endormie de Pierre Foldes
  - The Island d'Anca Damian
  - Unicorn Wars d'Alberto Vazquez
- 2023 : Linda veut du poulet ! de Chiara Malta et Sébastien Laudenbach  France  Italie
  - Art College 1994 de Liu Jian
  - Les Quatre Âmes du coyote (Kojot négy lelke) de Áron Gauder
  - Le Royaume de Kensuke (Kensuke's Kingdom) de Neil Boyle et Kirk Hendry
  - La Sirène (The Siren) de Sepideh Farsi
  - Le Château solitaire dans le miroir (かがみの孤城, Kagami no kojō) de Keiichi Hara
  - Mars Express de Jérémie Périn
  - Sirocco et le Royaume des courants d'air de Benoît Chieux
  - Les Inséparables de Jérémie Degruson
  - Léo (The Inventor) de Jim Capobianco et Pierre-Luc Granjon
  - Tunnel to Summer (夏へのトンネル、さよならの出口, Natsu e no tunnel, Sayonara no deguchi) de Tomohisa Taguchi
- 2024 : Mémoires d'un escargot (Memoir of a Snail) d'Adam Elliot  Australie
  - Angelo dans la forêt mystérieuse de Vincent Paronnaud et Alexis Ducord
  - Flow de Gints Zilbalodis
  - Anzu, chat-fantôme (化け猫あんずちゃん, Bakeneko Anzu-chan) de Yoko Kuno et Nobuhiro Yamashita
  - The Colors Within (きみの色, Kimi no Iro) de Naoko Yamada
  - La Plus Précieuse des marchandises de Michel Hazanavicius
  - Totto-chan, la petite fille à la fenêtre (窓ぎわのトットちゃん, Madogiwa no Totto-chan) de Shinnosuke Yakuwa
  - Rock Bottom de Maria Trenor
  - Sauvages de Claude Barras
  - Slocum et moi de Jean-François Laguionie
  - L'Imaginaire (屋根裏のラジャー, Yaneura no Rajā) de Yoshiyuki Momose
  - L'Orage de Yang Zhigang
- 2025 : Arco de Ugo Bienvenu  France[2]
  - Marcel et Monsieur Pagnol de Sylvain Chomet
  - Allah n'est pas obligé de Zaven Najjar
  - Amélie et la Métaphysique des tubes de Maïlys Vallade et Liane-Cho Han
  - ChaO de Yasuhiro Aoki
  - Planètes de Momoko Seto
  - La mort n'existe pas de Félix Dufour-Laperrière
  - Le Quartier ! de Áron Gauder
  - Les Temps héroïques de József Gémes
  - Housenka de Baku Kinoshita
  - Into the Mortal World de Zhong Ding
  - Olivia et le Tremblement de terre invisible de Irene Iborra Rizo